# القرن 20 ق م

خريطه العالم

قرن 20 ق.م هو قرن امتد من العام 2000 ق. م إلى العام 1901 ق.م